# John Russ
John Russ (* 29. Oktober 1767 in Ipswich, Essex County, Province of Massachusetts Bay; † 22. Juni 1833 in Hartford, Connecticut) war ein US-amerikanischer Politiker. Zwischen 1819 und 1823 vertrat er den Bundesstaat Connecticut im US-Repräsentantenhaus.

## Werdegang
John Russ besuchte die Grundschule in seiner Heimat. Anschließend zog er nach Hartford in Connecticut, wo er im Handel arbeitete. Außerdem begann er eine politische Laufbahn als Mitglied der Demokratisch-Republikanischen Partei. Bei den Kongresswahlen des Jahres 1818, die in Connecticut nicht nach Wahlbezirken, sondern staatsweit ausgetragen wurden, wurde er in das US-Repräsentantenhaus in Washington, D.C. gewählt. Dort übernahm er den Sitz von Samuel B. Sherwood. Nach einer Wiederwahl im Jahr 1820 konnte er zwischen dem 4. März 1819 und dem 3. März 1823 zwei Legislaturperioden im Kongress absolvieren.
Im Jahr 1822 verzichtete Russ auf eine weitere Kandidatur. Stattdessen bewarb er sich 1823 erfolglos um einen Sitz im Repräsentantenhaus von Connecticut. Ein Jahr später schaffte er dann aber doch den Sprung in diese Parlamentskammer. Ebenfalls im Jahr 1824 wurde Russ Richter am Nachlassgericht in Hartford. Dieses Amt bekleidete er bis 1830. Danach nahm er seine alten Tätigkeiten im Handel wieder auf. John Russ starb im Juni 1833 im Alter von 65 Jahren in Hartford.